# 1811
1811 (MDCCCXI) a fost un an obișnuit al calendarului gregorian, care a început într-o zi de marți.

## Evenimente

### Mai
- 14 mai: Paraguay își câștigă independența față de Spania.

### Iulie
- 5 iulie: Venezuela își câștigă independența față de Spania.

### Noiembrie
- 7 noiembrie: Bătălia de la Tippecanoe. Victorie a trupelor americane împotriva indienilor shawnee.

### Nedatate
- Friedrich Krupp AG (dinastia Krupp) fondează o oțelărie în Essen, Germania. Din 1999 ThyssenKrupp AG.

## Arte, știință, literatură și filozofie
- A fost ctitorită Biserica Domnească de la Ruginoasa, județul Iași.

## Nașteri
- 27 februarie: Alexandru Hrisoverghi, poet și traducător basarabean (d. 1837)
- 20 martie: Napoleon al II-lea al Franței (d. 1832)
- 18 iulie: William Makepeace Thackeray, romancier englez (d. 1863)
- 31 august: Theophile Gautier, scriitor francez (d. 1872)
- 7 septembrie: Prințul Karl Anton de Hohenzollern-Sigmaringen, tatăl Regelui Carol I al României (d. 1885)
- 30 septembrie: Augusta de Saxa-Weimar, soția împăratului Wilhelm I al Germaniei (d. 1890)
- 9 octombrie: Friederike de Schleswig-Holstein-Sonderburg-Glücksburg (d. 1902)
- 22 octombrie: Franz Liszt, compozitor și pianist maghiar (d. 1886)
- 25 octombrie: Évariste Galois, matematician francez (d. 1832)
- 29 octombrie: Prințul Adalbert al Prusiei (n. Heinrich Wilhelm Adalbert), nobil german, amiral și teoretician naval (d. 1873)
- 28 noiembrie: Maximilian al II-lea al Bavariei (d. 1864)
- 30 noiembrie: Alexandru Hâjdeu, scriitor român din Basarabia, membru fondator al Academiei Române (d. 1872)

## Decese
- 10 ianuarie: Marie-Joseph Chénier, 46 ani, poet francez (n. 1764)